# Stephansort

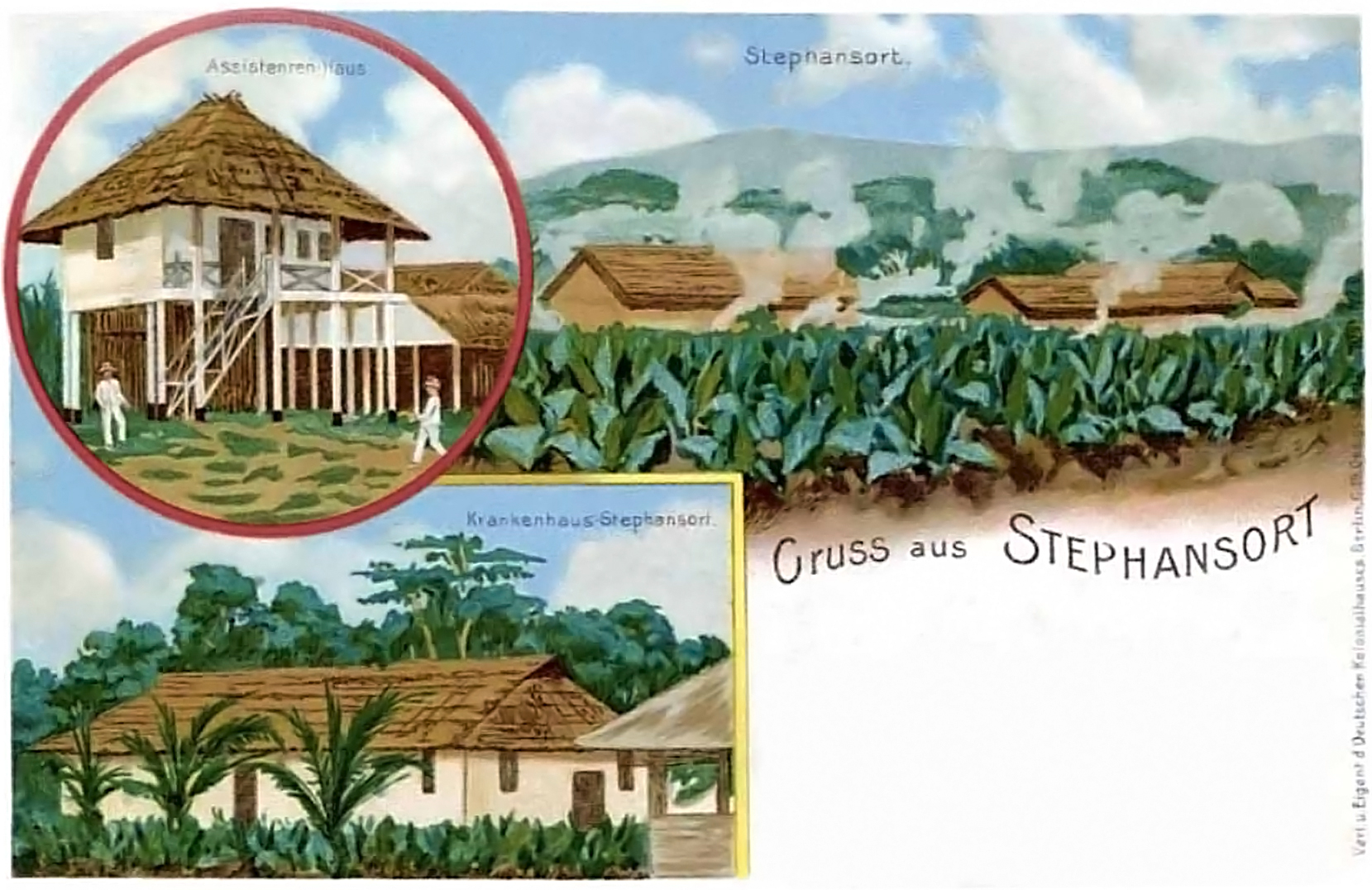
Postkarte aus Stephansort, welche noch die 1901 aufgegebenen Tabakpflanzungen zeigt.

Stephansort war eine im August 1888 gegründete, bedeutende Handelsstation der von privaten Investoren getragenen Neuguinea-Kompagnie. Der nach dem Staatssekretär des Reichspostamts Heinrich von Stephan (1831–1897) benannte Ort wurde im deutschen Schutzgebiet Kaiser-Wilhelms-Land auf Neuguinea errichtet und befand sich in der Astrolabe-Bai. Das zentral gelegene Stephansort war von 1891 bis 1892 Hauptverwaltungssitz des Kaiserlichen Regierungskommissars und blieb über diese Zeit hinaus Wohnort des Generaldirektors der Kompanie. Ab 1899 wurde die Siedlung mit dem gesamten bisherigen Schutzgebiet Teil des deutschen Kolonialbesitzes im Bismarck-Archipel. Bis zum Ende der Kolonie blieb Stephansort eine der Hauptstationen des Landes. Heute existiert dieser Ort nicht mehr.

## Lage und Klima
Das in der Astrolabe-Ebene gelegene Stephansort zeichnete sich für die europäischen Kolonisatoren insbesondere durch den hervorragend zu kultivierenden Boden aus, der unter einem Urwald mit bis zu 50 Meter hohen Bäumen lag. Durchbrochen wurde dieser Hochwald durch Lichtungen mit mannshohen Gräsern und durch Flussläufe, in deren Geröllflächen unter anderem wildes Zuckerrohr wuchs. Auf den sumpfigen Flächen wuchsen Rattan- und Sagopalmen. Gegen Ende des 19. Jahrhunderts dauerte der Nordwestmonsun von November bis April, doch verging kaum eine Woche, in der es nicht regnete, sodass eine jährliche Niederschlagsmenge von 2500 bis 3000 mm gemessen wurde. 1896 galt als ungewöhnlich regenarmes Jahr in Stephansort; damals dauerte dort die Trockenperiode 21 Tage. Als mittlere Jahrestemperatur wurden 26 bis 27 Grad gemessen.

## Geschichte

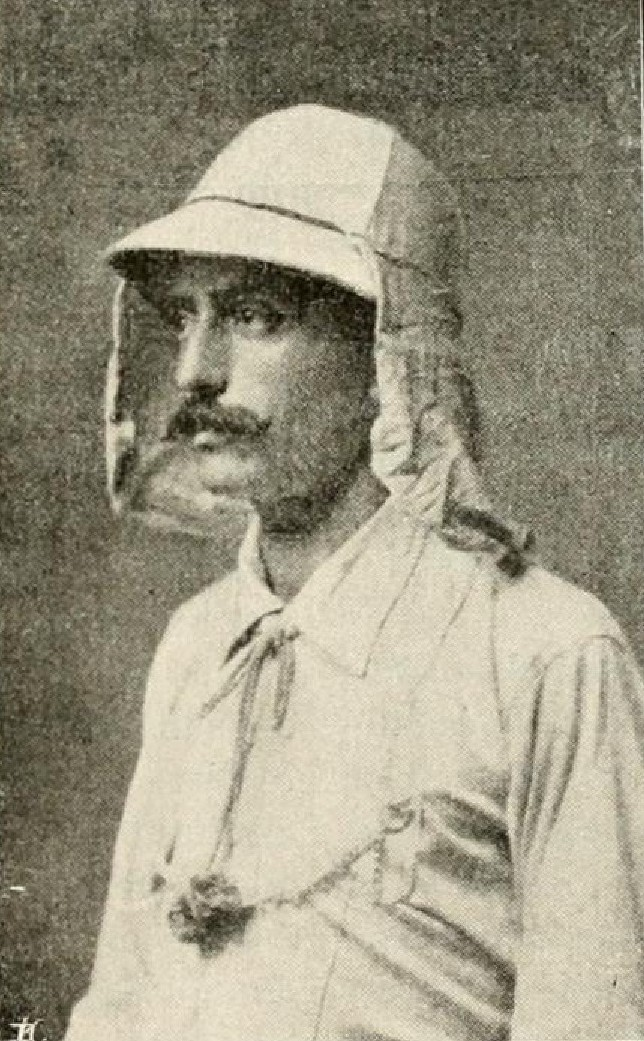
Stellvertretend für viele Opfer der Malaria in Stephansort steht der ungarische Forscher Sámuel Fenichel.

Am 14. Dezember 1889 fand die Gründung einer Postagentur in Stephansort statt. Neben Briefsendungen konnten dort Postpakete bis fünf Kilogramm befördert werden. Nach einer großen Malaria-Epidemie, bei der auch der Generaldirektor der Kompagnie den Tod fand, wurde 1891 der bisherige Hauptort Finschhafen vorübergehend aufgegeben. Wegen des für Europäer angeblich günstigeren Klimas und der vielfältigen Anbaumöglichkeiten wechselte der kaiserliche Regierungskommissar Friedrich Rose 1891 mit seinem Stab nach Stephansort, das unweit des Dorfes Karegulan lag. Vom 19. bis 20. Februar 1892 lag der Kleine Kreuzer Sperber auf seiner Rundreise durch die deutschen Südsee-Schutzgebiete im Hafen der Station. Wie im Deutschen Kolonialblatt berichtet wurde, waren damals die Gesundheitszustände in der Astrolabe Bay zufriedenstellend. Der nach einer Überholung von Auckland im Mai desselben Jahres nach Stephansort abgehende Kleine Kreuzer Bussard nahm nach seiner Ankunft den Regierungskommissar Rose mit Teilen der Polizeitruppe auf, um auf eine Strafexpedition gegen Papuaner zu gehen. Diese hatten im Sommer 1891 in Hatzfeldhafen drei deutsche Missionare und eingeborene Arbeiter erschlagen.
Bereits am 17. September 1892 fand die Landesverwaltung mit dem kaiserlichen Regierungskommissar im etwa 23 Kilometer nördlich gelegenen und erst 1891 gegründeten Friedrich-Wilhelms-Hafen – erneut für kurze Zeit (heute Madang) – ihren Sitz, während der Generaldirektor der Neuguinea-Kompagnie in Stephansort ein großes Verwaltungsgebäude bezog. Ab 1891 arbeitete der ungarische Ethnograph und Zoologe Sámuel Fenichel in der Astrolabe Bai. Während der Planung an einer Expedition in das Landesinnere verstarb er am 12. März 1893 in Stephansort an der Malaria. Einige Jahre lang wurde Stephansort von der Astrolabe-Kompanie übernommen; diese Gesellschaft verband sich 1896 mit der Neuguinea-Kompagnie.
Zwischen 1895 und 1896 nahmen mehrere deutsche Kriegsschiffe, darunter die Bussard und die Sperber, an Vermessungen in den Schutzgebieten teil. Dabei erkrankten neben etlichen Matrosen besonders viele Landvermesser – insgesamt 295 Mann. Als Herkunftsorte der Krankheit konnten unter anderem Stephansort und Friedrich-Wilhelms-Hafen ausgemacht werden, die nun auch als recht ungesunde Plätze bezeichnet wurden. Allerdings bestand unter den zeitgenössischen Besuchern von Stephansort der Eindruck eines relativ gesunden und angenehmen Klimas auch weiterhin.
Aufsehen erregte die desaströse Expedition des Reiseschriftstellers Otto Ehrenfried Ehlers im Jahr 1895. Als den Teilnehmern die Lebensmittel ausgingen, entbrannte ein Streit über das weitere Vorgehen. Dabei erschossen auf den Salomon-Inseln angeheuerte einheimische Polizeisoldaten den Schriftsteller, einen deutschen Polizeimeister und andere einheimische Polizeisoldaten aus Neu-Mecklenburg. 1897 konnten Ranga und Upia, die beiden Rädelsführer, verhaftet und am 4. Juli desselben Jahres in Stephansort eingesperrt werden. Doch den beiden gelang am 13. Juli die Flucht. Bei dem Raubmord an einem chinesischen Händler erbeuteten sie Gewehre. Bei der Verfolgung wurde der damalige Landeshauptmann der Neuguinea-Kompagnie, Curt von Hagen am 14. August 1897 durch Ranga aus dem Hinterhalt erschossen. Wenige Tage später töteten Tomul-Krieger die beiden Mörder und stellten ihre Köpfe zur Abschreckung in Stephansort auf.
Neben den von westlichen Gesellschaften und Museen geschickten Wissenschaftlern sammelten auch Privatpersonen in kleinem und großen Stil völkerkundliche Objekte der Insulaner. So wurden der in leitender administrativer Funktion um 1900 in Stephansort tätige Karl Bernhard Müller (1877–1917) gemeinsam mit seiner Frau Emmy Müller-Knabe zu wichtigen Sammlern. Erstmals im Oktober 1904 übergaben sie dem Museum in Weimar, der Heimatstadt Müllers, 287 Objekte. Eine weitere Übergabe fand im Juli 1911 statt. Ein letztes Mal gab Emmy Müller-Knabe im Jahr 1924 nochmals 26 Stücke an das Museum. Alle Gegenstände sind mit den Namenskürzeln der Ehepartner gekennzeichnet.
Für die Zeit vor 1893 liegt ein kritischer Bericht über den Betrieb der Neuguinea-Kompagnie vor, damals machte Stephansort „jetzt einen sehr stattlichen Eindruck: schöne praktische Tropenhäuser sind entstanden; gut gepflegte Landstraßen sind innerhalb der Pflanzung angelegt.“ Um 1900 verfügte Stephansort über Wirtschaftsanlagen, Verwaltungsgebäude, Beamten-Wohnhäuser, ein auf Anregung von Curt von Hagen gegründetes großes Klubhaus, einen chinesisch geführten Kaufladen, Wohnhäuser, Arbeiterunterkünfte, einen großen Stationsladen, der die Europäer mit Lebensmitteln versorgte, Stallungen für Pferde, Zugochsen und Kühe, eine Apotheke sowie ein an einem See gelegenes Krankenhaus für Europäer. Daneben gab es ab 1892 auch ein Krankenhaus für Eingeborene. Im Jahr 1899 wird in der Illustrierten Beilage zur Deutschen Kolonialzeitung fast euphorisch über Stephansort berichtet. Von Bogadjim kommend, passierte man im Einspänner als „zunächst das zur rechten Hand liegende, stattliche, erst vor kurzem erbaute Haus der Rheinischen Mission, eine kleine Strecke weiter liegen an der linken Seite des Hauptweges die für eine Tropen-Kolonie wirklich großartigen Hospitalanlagen. Diese umfassen zunächst das Krankenhaus für Europäer mit einem Saal, vier Zimmern und Veranda, der Apotheke nebst Frauenkrankensaal und Nebenräumen, sodann je ein Haus für einen Krankenpfleger, für ansteckende Kranke, für Diarrhöekranke, Rekonvaleszenten und Neulinge. Da alle diese Gebäude ganz nahe an der See und zugleich an einem parkähnlichen Wäldchen liegen, so ist für gute Luft hinreichend gesorgt.“ Als Nächstes folgte rechten Hand und ein gutes Stück weiter ein chinesischer Kaufladen, der von einem Chinesen mit Unterstützung der Verwaltung unterhalten wurde, sowie ein malaiischer Laden. Auf „stattlichem Wege“ gelangten Besucher dann zu der aus zwei Zimmern und einer großen Veranda bestehenden Arztwohnung, zu der auch einige Nebengebäude zählten. Anschließend kam man zu einem gepflegten, großen Rondel, an dem das „imposante Hauptgebäude von Stephansort, die Wohnung des Generaldirektors der Neu-Guinea-Kompagnie, in dem sich gleichzeitig im Erdgeschoß die Bureauräume befinden. Außerdem haben wir auf Stephansort ein großes Klubhaus mit Billard“ … „Seine hübsche Lage im Park und unmittelbar an der See laden schon an sich den Vorüberwandelnden zum Niederlassen auf der Veranda ein. In der Nähe davon befindet sich ein Schießstand der Europäer. An weiteren Wohngebäuden für Europäer sind vorhanden ein Administratorenhaus, neun Häuser für Assistenten, ein Aufseherhaus, zwanzig Arbeiterhäuser für Javanen, Chinesen und Melanesen und vier Chinesen-Kongsies für je vierzig Mann, von denen jedes zwei Arbeiterhäuser von je zwanzig Mann, ein Aufseherhäuschen und eine Küche erhält. Außer den Gebäuden für den Tabak (drei Fermentier- und zwölf Trockenscheunen) sind mehrere Stallungen, Schuppen und Wagenhallen für die Feldbahn vorhanden.“
Nach 1900 wurden die Produktionsanlagen weiter ausgebaut und die Industrialisierung vorangetrieben. Die Verwaltung von Stephansort stellte bis 1910 eine dampfmaschinengetriebene Sisalentfaserungsanlage in Betrieb. Gleichzeitig wurde ein Geleisstück zu dieser Anlage verlegt und zwei Beamtenhäuser neu errichtet.

### Frühe Kritik
Schon früh wurde über Gefahren, Abenteuer und erste Probleme bei den Pflanzungen in Deutschland berichtet, doch hatte die Neuguinea-Kompagnie als Wirtschaftsunternehmen kein Interesse daran, tiefere Einblicke in das Innenleben ihrer Produktionsstätten zu gewähren. Scharfe Kritiker, wie Woldemar von Hanneken, ein 1893 ausgeschiedener Pflanzungsaufseher der Astrolabe-Kompagnie von Erima, wurden zudem von einer kolonial berauschten Öffentlichkeit als Nestbeschmutzer gesehen. Anwürfe zeigten von Hanneken als eine von Krankheit gezeichnete Person, die im Dienst versagt hatte. Was von Hanneken, seit 1893 Ehemann der anfangs in Stephansort tätigen Krankenschwester Hedwig Saul, aus seiner Zeit bis 1893 über den Niedergang der Pflanzungen in der Astrolabe Bai berichtete, entwickelte sich zum Zeitpunkt des Erscheinens seiner Kritiken, 1896, jedoch bereits zu einem Faktum und führten noch vor 1900 zu einer vollständigen Umstellung des Plantagenbetriebs (siehe Abschnitt Plantagen). So sah er auch das Wirtschaften in Stephansort, das sich mit seinen Tabakpflanzungen noch am besten behauptete, kritisch. Er sprach von „kostspieligen Anlagen“ die „meines Erachtens in keinem Verhältnis zu dem Ertrag der Pflanzung stehen“. Von Hanneken entlarvte auch die von der Berliner Neuguinea-Kompagnie gepflegte überbordende Bürokratie mit „tausenderlei“ ... „Herrlichkeiten einer entwickelten Kultur“, die sich unter anderem in fiktiven Stadtplänen erging und selbst die Mußestunden der europäischen Angestellten von Stephansort regeln wollte. So hatte die Kompanie für den in Stephansort entstandenen Freizeitklub Statuten erlassen. Nach von Hanneken war auch ein viel zu hoher Prozentsatz der örtlichen Kompanie-Angestellten im inneren Verwaltungsdienst tätig.

### Plantagen
Bereits im Juli 1889 waren 19 Hektar Waldfläche urbar gemacht worden, wobei ab Januar desselben Jahres elf Hektar mit Tabak und weitere fünf mit Mais bestellt wurden. Der anfängliche starke Schädlingsbefall an den Tabakkulturen ging bei den Nachpflanzungen zurück. Auch andere frühe Produktionsschwierigkeiten wurden zufriedenstellend bewältigt. Ab 1896 wurde die wirtschaftliche Bedeutung von Friedrich-Wilhelmshafen, dem heutigen Madang, zu Gunsten von Stephansort einige Jahre lang stark eingeschränkt. Stephansort, wo um 1900 etwa 20 Deutsche lebten, verfügte bis 1894 über eines der wichtigsten Tabakfelder im Schutzgebiet, das anfangs hohe Ernteerträge aufwies. Ursprünglich sollte in Stephansort ausschließlich Tabak angepflanzt werden und 1892 wurden 36.200 Kilogramm der 95.000 Kilogramm im Land erzeugten Tabakmenge von Stephansort geliefert. Die meisten Zigarrenraucher schätzten den etwas kräftigen Tabak. Aufgrund anhaltenden Trockenheit brach die Ernte dieser Pflanze in Kaiser Wilhelms-Land jedoch zwischen 1894 und 1898 von jetzt nur noch 77.000 auf 30.000 Kilogramm ein, wobei die Produktion in Stephansort stabil blieb und dort 1897 immer noch 36.197 Kilogramm von „sehr guter Qualität“ geerntet wurden. Im gleichen Jahr waren die Stephansorter Plantagen in drei räumlich und wirtschaftlich getrennte Bereiche gegliedert. Diese Bereiche umschlossen die Tabakpflanzungen, Baumwollfelder von gleichfalls „sehr guter Qualität“ und eine Liberica-Kaffeeplantage mit angeschlossenem Versuchsgarten für weitere tropische Kulturpflanzen. Ein weiteres Standbein war die Viehzucht. Aufgrund der Trockenheit wurde auch in Stephansort der Anbau von Tabak beschränkt und für 1899 planten die Verantwortlichen, nur noch 200 Tabakfelder anzulegen. Mit dem allgemeinen Einbruch des Tabakgeschäfts in Kaiser Wilhelms-Land erfolgte auch in Stephansort die Umstellung der Anpflanzungen auf Kokospalmen zur Herstellung von Kopra. Im Jahr 1901 wurde die Tabakanpflanzung, die sich gegen die Konkurrenz nicht mehr durchsetzen konnte, in Stephansort endgültig aufgegeben.
Die Ende des 19. Jahrhunderts begonnene Umstellung der Plantagen wurde um 1900 fortgesetzt. Stephansort sollte nun als Versuchsfeld für den Anbau neu eingeführter Nutzpflanzen dienen, wobei die bereits erwähnten Kokospalmen im Zentrum einer produktiven Nutzung blieben. Angebaut wurden nun weiterhin Mais sowie Sesam, Maniok und Agaven zur Sisalgewinnung. Im Jahr 1902 berichtete der Botaniker Rudolf Schlechter (1872–1925) von seiner Arbeit in Stephansort, die er im Auftrag des gemeinnützigen Kolonialwirtschaftlichen Komitees durchführte. Am 19. Dezember 1901 hatte der Botaniker auf einem Kutter Friedrich-Wilhelmshafen verlassen und gelangte so nach Stephansort. Dort nahm er am folgenden Tag Milchsaftproben von importierten Castilloa-Maulbeerbäumen (Castilloa elastica) und asiatischen Gummibäumen (Ficus elastica). Schlechter stellte anschließend den Gummibäumen ein besseres Zeugnis für die Kautschukgewinnung aus. Der südamerikanische Kautschukbaum (Hevea Brasiliens) zeigte für ihn – nach bereits fünfjährigem Wuchs – die unbefriedigendsten Ergebnisse.
1904 umfasste die Plantage von Stephansort knapp über 1097 Hektar mit 130.485 Kautschukbäumen (Hevea Brasiliensis, Ficus elastica, Castilloa elastica), 64000 Kokospalmen, 13884 Kapokbäumen und 9000 Sisalagaven. Die Ausfuhrzahlen der erwirtschafteten Güter konnte jahrweise extrem schwanken, was nicht nur am Tropenwetter oder Krankheiten lag, sondern einfach am Fehlen von Arbeitskräften. Aus diesem Grund führte Stephansort 1911 nur fünf Tonnen Sisalhanf aus, während es 1912 insgesamt 20 Tonnen waren.

### Viehzucht
Der Viehbestand von Stephansort und Friedrich-Wilhelmshafen betrug 1898 insgesamt 166 Stück Rindvieh, das siamesischer, bengalesischer und indischer Herkunft war. Von August 1903 bis Januar 1904 grassierte in Stephansort eine aus Singapur eingeschleppte Rinderpest. Nach dieser Seuche betrug der Viehbestand von Stephansort im Jahr 1904 noch 239 Stück Rindvieh sowie elf Pferde.

### Schmalspurbahn

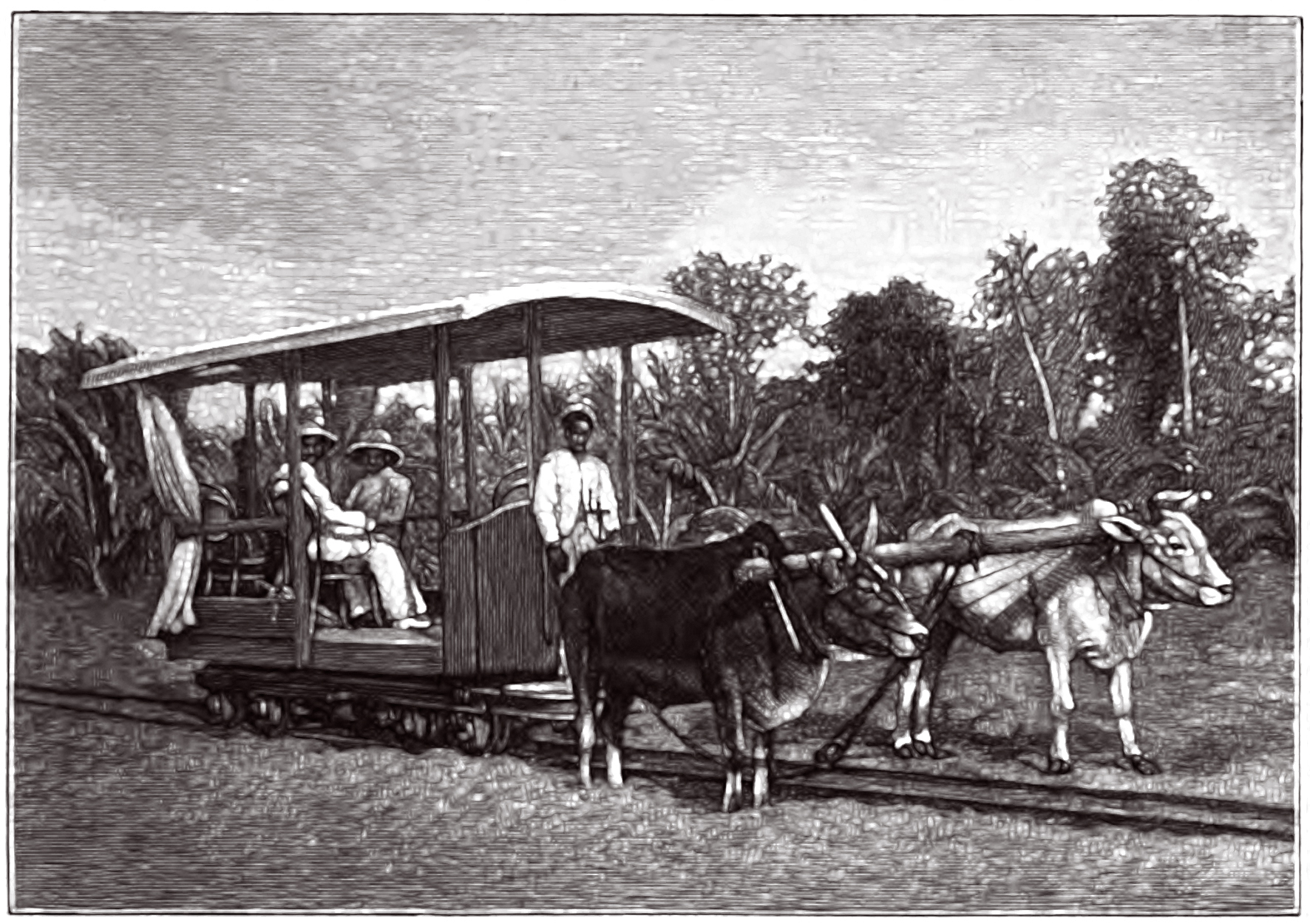
Die Ochsenbahn in Stephansort um 1902.

Die Pflanzungen lagen zwischen Stephansort und dem nahen Einheimischendorf Bogadjim. Dort befand sich eine 1887 gegründete Missionsstation der Rheinischen Missionsgesellschaft. Neben recht gut ausgebauten Landstraßen war Stephansort mit Bogadjim und der Reede von Erimahafen durch eine Schmalspur-Feldbahn verbunden, die eine Spurweite von 0,6 Metern besaß. Als Zugtiere für diese Bahn dienten Zebu-Ochsen, da diese kostengünstiger eingesetzt werden konnten als Zugmaschinen, die im tropischen Klima als sehr wartungsintensiv galten. Das für den Bau dieser Bahn notwendige Material wurde 1893 aus Deutschland importiert. In Erimahafen gab es am Ende des 19. Jahrhunderts neben Stapelplätzen unter anderem eine Dampfmaschine zum Betrieb der geernteten Baumwollgins. Dort waren auch die ersten Schienen zu den Pflanzungen gelegt worden. 1894 war bereits die Weiterführung nach Stephansort geplant und kurze Zeit später ausgeführt worden. 1896 wurde auch das 1886 gegründete und rund 15 Kilometer südöstlich gelegene Konstantinhafen an das Bahnnetz angebunden. Ein weiterer Strang wiederum verband Erimahafen mit Friedrich-Wilhelmshafen und Jomba. In Stephansort standen die Schuppen und Wagenhallen für die Bahn, welche neben den Produkten der Region auch einfache, seitlich offene Personenwaggons zog. Zweigstrecken der von Stephansort ausgehenden Schmalspurbahn führten rund fünf Kilometer nach Südosten an das Ufer des Flusses Minjim und nach Südwesten zu den Ausläufern des Oertzen-Gebirges (Tajomanna-Gebirge). Die Haupttrasse war 1899 rund zehn Kilometer lang und führte von Erimahafen landeinwärts nach Erima und von dort weiter über den Jori-Fluss am Haus der Hauptverwaltung der Neuguinea-Kompagnie und der Mission vorbei nach Bogadjim. Um die geplante Ausweitung des Tabakanbaus am rechten Ufer des Jori-Flusses in Erima zu unterstützen wurden dort 1895 Schienen entlang der Hauptwege durch die Pflanzungen gelegt. 1897 umfasste das gesamte Streckennetz dieser Schmalspurbahn 24 Kilometer. Trotz der Nutzung eines Kleinbahnsystems war der Bahnbau mit erheblichen Kosten verbunden. So musste eine große Brückenkonstruktion über den Jori-Fluss angelegt werden, die nach ihrer Zerstörung durch eine Überschwemmung im Jahr 1897 nicht wieder errichtet wurde und das Bahnsystem von Stephansort und Erimahafen von da an getrennt betrieben wurde. Bereits 1904 wird indirekt darauf hingewiesen, dass das Feldbahnnetz inzwischen offensichtlich verkleinert worden ist. Denn es heißt: „Stephansort besaß z. B. in seiner Blütezeit etwa 20 km Feldbahngeleise.“ Die reale Gesamtlänge des Bahnnetzes war während der „Blütezeit“, die Zeit des Tabakanbaus, allerdings etwas länger. 1910 wurden für eine neue Sisalentfaserungsanlage in Stephansort 1200 Meter Geleise neu verlegt.
Zwischen den rund 23 Kilometer voneinander entfernten Orten Friedrich-Wilhelmshafen und Stephansort hatte neben der Feldbahn zunächst noch einen die beiden Orte verbindenden Saumpfad bestanden. Dieser war jedoch bereits längere Zeit vor 1912 aufgegeben worden. Von Stephansort aus wurde dieser Pfad im Jahr 1912 lediglich noch rund zwölf Kilometer bis zum Marienfluss instand gehalten.
Auch nach dem Abzug der Deutschen und ihrer Enteignung wurde das Streckennetz teilweise in Betrieb gehalten. Im Jahr 1927 wurden bei einer letzten zusammenhängenden Bestandsaufnahme für das Erimabahnsystem sieben Brücken, darunter eine Hängebrücke von 43 Metern Länge verzeichnete. Gleiches galt für das System der Bogadjim-Plantage, das zu diesem Zeitpunkt ebenfalls sieben Brücken besaß. Stephansort wurde damals bereits mit Bogadjim gleichgesetzt. 1927 waren außerdem noch 16 Drehgestellwägen für den Gütertransport erhalten. Die Bestandsaufnahme fand vor einem Verkauf der Plantagen an australische Siedler statt. Dazu wurde das Land an der Bahnlinie in drei Lose aufgeteilt. Die Erimahafen-Plantage mit 215 Hektar bepflanzter Fläche und 1,60 Kilometern Bahnlinie, die Erimabush-Plantage mit 245 Hektar bepflanzter Fläche und 5,60 Kilometern Bahnlinie sowie die Bogadjim-Plantage mit 717 Hektar bepflanzter Fläche und acht Kilometern Bahnlinie. Die neuen australischen Eigner der Plantagen und Bahnstreckenabschnitte hatten ihre jeweils eigenen Vorstellungen zum Erhalt oder Verfall der Schienenstränge und standen in wirtschaftlicher Konkurrenz gegeneinander. Im Jahr 1943 berichtete der Nachrichtendienst der alliierten Streitkräfte im Südwestpazifik, dass die Bahnlinien noch existierten. Allerdings wurden die Streckenabschnitte während der nachfolgenden Kämpfe im Pazifikkrieg zerstört und nach 1945 nicht wieder aufgebaut.

### Krankenwesen

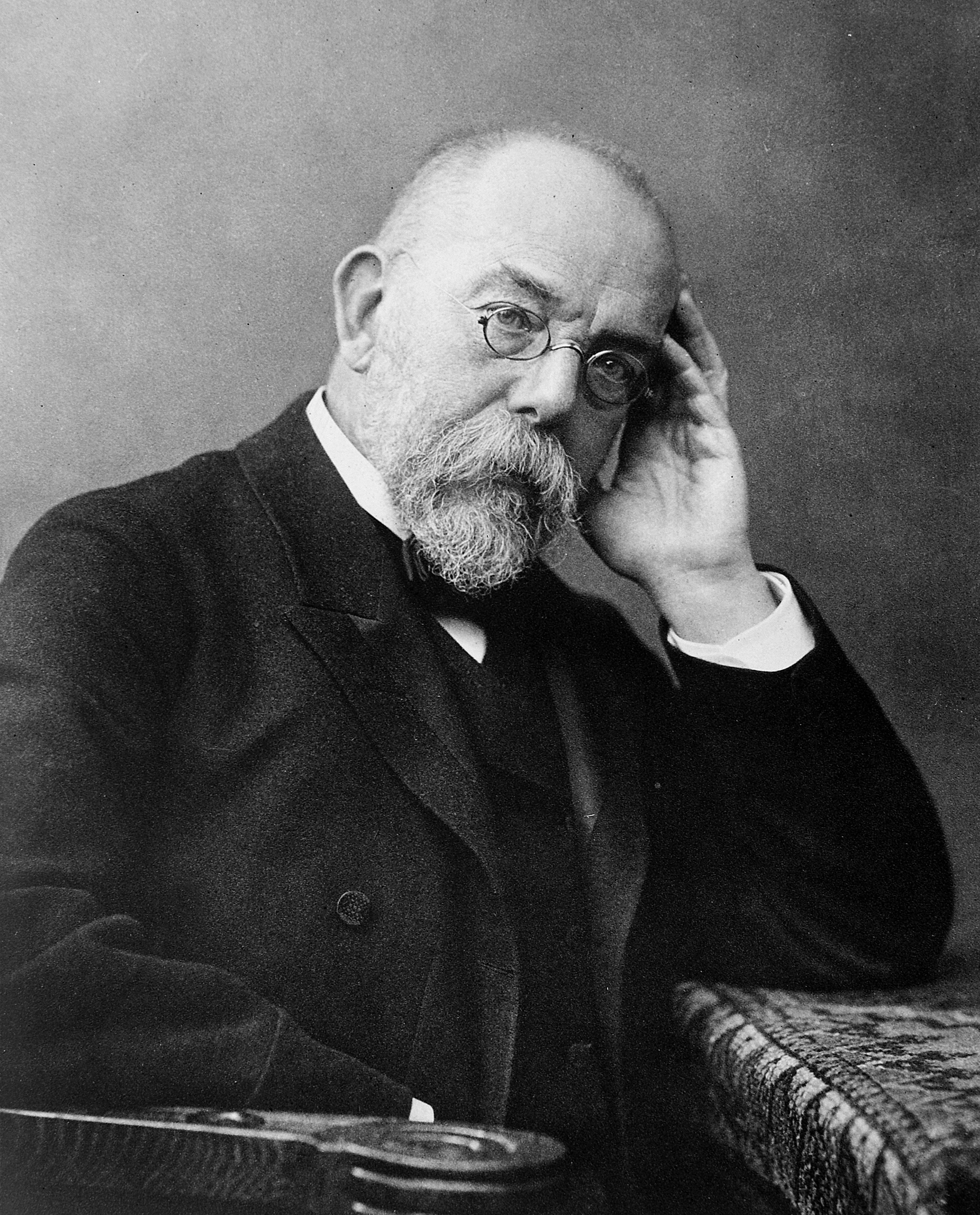
Robert Koch forschte 1899/1900 zwei Monate lang in Stephansort.

Seit 1891/1892 besaß Stephansort zwei von der Neuguinea-Kompagnie betriebene Krankenhäuser; eines für Eingeborene und eines für die europäischen Bewohner der Plantagensiedlung. Beide Gebäude bestanden als eingeschossige langgestreckten Hütten, die mit Schilf gedeckt waren. Die für den Aufbau des Gesundheitswesens in Ostafrika und Neuguinea bekannt gewordene Krankenschwester Auguste Hertzer (1855–1934) arbeitete von Juni 1891 bis 1892 unter dem gleichfalls Anfang 1891 eingesetzten leitenden Tropenarzt, Reinhard Wilhelm Hagge (* 1861), in Stephansort. Ihm zur Seite stand eine zweite Schwester, Hedwig Saul, die mit Hertzer angekommen war. Hertzer wurde anschließend nach Friedrich-Wilhelmshafen an das noch in Bau befindliche neue Krankenhaus auf der Beliao-Insel versetzt. 1896 kehrte sie nochmals kurzfristig nach Stephansort zurück. Inzwischen war seit 16. August 1894 der Tropenarzt Wilhelm Wendland sowohl für Stephansort als auch für Friedrich-Wilhelmshafen tätig geworden. Der dort Ende 1893 eingetroffene Richter Maximilian Krieger notierte, dass 351 melanesische Arbeiter an den Pocken verstorben waren. Die Krankheit war kurz zuvor mit dem Reichspostdampfer Lübeck von Java aus durch chinesische Kulis nach Neuguinea eingeschleppt worden, hatte sich zunächst in Stephansort ausgebreitet und griff dann auf andere Stationen über. Mit gezielten Impfungen und Quarantänemaßnahmen konnte die Krankheit eingedämmt werden. Eine darauffolgende Influenza dezimierte die überlebenden Arbeiter zwischen Oktober and Dezember 1894 erneut. Trotz verschiedener Maßnahmen, der Malaria in Stephansort Herr zu werden, brach sie immer wieder aus. Binnen zwölf Monaten bis zum September 1899 starben von insgesamt 790 Arbeitern 201. Die meisten waren chinesische Tagelöhner. Zur Erforschung der Krankheit richtete sich der Mediziner und Mikrobiologe Robert Koch (1843–1910) am 29. Dezember 1899 gemeinsam mit anderen Medizinern für einen zweimonatigen Aufenthalt in Stephansort ein, da dieser Ort mit zwei Krankenhäusern über die besten örtlichen Bedingungen verfügte. Es stellte sich heraus, dass von den insgesamt 734 in Stephansort untersuchten Personen – Europäer und Plantagenarbeiter – 157 mit Malariaparasiten infiziert waren. Koch erbrachte den Nachweis, mit einer gezielten Chininprophylaxe die Krankheit eindämmen zu können.
Im Oktober 1913 entwickelte sich unter den Arbeitern in Stephansort eine Ruhrepidemie, von der im November 55, im Dezember 119 Arbeiter betroffen waren. Die Kranken wurden in einem Barackenlager isoliert und behandelt. Die Maßnahmen zeigten Erfolg. Die Zahl der Todesfälle blieb auf 25 Personen beschränkt. Im April 1914 wurde die Epidemie für erloschen erklärt.
Verantwortliche Krankenhausärzte in Stephansort
Bereits vor Gründung der beiden Krankenhäuser war im Mai 1889 Carl Weinland (1864–1891) als Arzt in den Dienst der Neuguinea-Kompagnie getreten und hatte zunächst in Stephansort, bald darauf in Finschhafen Dienst getan. Bekannt geworden ist Weinland aber eher als naturwissenschaftlicher Sammler, insbesondere durch die Anlage von Pflanzensammlungen aus Kaiser-Wilhelms-Land. Der Dienst als Arzt in den Tropen war mit gefährlichen gesundheitlichen Risiken verbunden. Die Verweildauer vieler Tropenärzte war unter anderem aus diesem Grund vielfach nicht sehr lange. Die Liste orientiert sich an den Angaben des Historikers Hermann Joseph Hiery. Die Liste wurde hier ergänzt. Wesentliche Abweichungen und Ergänzungen sind mit Anmerkungen versehen.
| Name                          | Tätigkeitsfeld                                                                  | Beginn der Tätigkeit | Ende der Tätigkeit | Einsatzorte                                                                                   | Bemerkung |
| ----------------------------- | ------------------------------------------------------------------------------- | -------------------- | ------------------ | --------------------------------------------------------------------------------------------- | --- |
| Wilhelm Frobenius (1855–1927) | Missionsarzt der Rheinischen Missionsgesellschaft                               | Juli 1890            | 1900               | eigentlich für die einheimische Bevölkerung tätig; half bei Nichtbesetzung der Arztstelle aus | |
| Reinhold Hagge (* 1861)       | Leiter des ärztlichen Dienstes der Neuguinea-Kompagnie                          | Anfang 1891          | 1893               | Stephansort                                                                                   | |
| Philipp Emmerling             | Leiter des ärztlichen Dienstes der Neuguinea-Kompagnie                          | 22. Juni 1891        | † 20. Februar 1893 | Stephansort, Friedrich-Wilhelmshafen                                                          | verstarb im Dienst an Malaria |
| Bernhard Hagen (1853–1919)    | Leiter des ärztlichen Dienstes der Neuguinea-Kompagnie                          | 12. November 1893    | Februar 1895       | Stephansort, Erima                                                                            | |
| Wilhelm Wendland (1867–1944)  | Leiter des ärztlichen Dienstes der Neuguinea-Kompagnie                          | 16. August 1894      | November 1897      | Stephansort, Friedrich-Wilhelmshafen                                                          | |
| Ernst Diesing                 | Leiter des ärztlichen Dienstes der Neuguinea-Kompagnie                          | November 1897        | September 1898     | Stephansort                                                                                   | reiste verfrüht ab |
| Max Liese                     | interimistisch als Leiter des ärztlichen Dienstes der Neuguinea-Kompagnie tätig | September 1898       | April 1899         | Stephansort, Friedrich-Wilhelmshafen                                                          | bis zu diesem Einsatz Schiffsarzt des Norddeutschen Lloyd                                                                                          |
| Anton Schlafke                | Leiter des ärztlichen Dienstes der Neuguinea-Kompagnie                          | Februar 1899         | Januar 1900        | Stephansort                                                                                   | Erkrankte an einer von Robert Koch identifizierten Tuberkulose. Koch veranlasste seinen Rücktransport. Schlafke starb noch im Jahr seiner Rückkehr |
| Heinrich Ollwig (1863–1914)   | Stabsarzt, Leiter des ärztlichen Dienstes der Neuguinea-Kompagnie               | Januar 1900          | Juni 1900          | Stephansort                                                                                   | arbeitete als Assistent für Robert Kochs Malariaexpedition                                                                                         |
| G. Jacobs                     | Leiter des ärztlichen Dienstes der Neuguinea-Kompagnie                          | 15. Juni 1900        | Juni 1901          | Stephansort                                                                                   | |
| Otto Dempwolff (1871–1938)    | Arzt am Reichskolonialamt, erforschte im Auftrag von Robert Koch die Malaria    | 17. Oktober 1901     | Juni 1903          | Stephansort, Herbertshöhe                                                                     | erkrankte in Stephansort an Malaria |

### Ende der deutschen Kolonialzeit
Erst am 5. August 1914 erreichte Deutsch-Neuguinea die Meldung, dass in Europa Krieg ausgebrochen war. Anfang September 1914 landeten australische Streitkräfte in Kaiser-Wilhelms-Land. Nacheinander wurde das von nur sehr geringen Kräften verteidigte Gebiet erobert. Als letzte deutsche Regierungsstation wurde am 11. Januar 1915 Morobe besetzt. Die Kapitulationsbedingungen waren zunächst milde. Die deutschen Beamten wurden mit drei Monatsgehältern nach Deutschland zurückgeschickt, deutsche Gesetze und Währung blieben vorerst bestehen. Die von der Besatzungsmacht erbeuteten deutschen Briefmarken erhielten in der Regierungsdruckerei Rabaul einen schwarzen Aufdruck mit dem Kürzel G.R.I. und englische Wertbezeichnungen. Da der Poststempel von Rabaul durch deutsche Postbeamte unbrauchbar gemacht worden war benutzten die Australier einen in der ehemaligen Postagentur von Stephansort aufgefundenen Metallstempel. Das dortige Amt war bereits Anfang 1914 aufgehoben worden und der Stempel so einer kriegsbedingten Zerstörung entgangen. Nach der Eroberung von Käwiengs und der Besetzung von Naurus fielen den Australiern weitere größere Briefmarkenbestände in die Hände, die ebenfalls überdruckt wurden. Postalisch durften die Marken nur innerhalb Neuguineas eingesetzt werden.

### Stephansort verschwindet von den Landkarten
Nach Gründung des Völkerbundes im Jahr 1920 übernahm Australien die deutsche Kolonie als Treuhandgebiet. Das Ziel des Völkerbundes, die ehemalige Kolonie in die Unabhängigkeit zu entlassen, wurde von Australien zunächst unterlaufen, wie die Landverteilung an australische Siedler verdeutlichte. Bereits während der 1920er Jahre verschwand der Name Stephansort von australischen Landkarten und wurde meist nur noch in Zusammenhang mit Bogadjim genannt. Eine erste Zäsur dieser Politik erfolgte in der Astrolabe-Bai im Frühjahr 1942, als australische Truppenverbände von dem durch die Japaner besetzten Lorengau aus mit zwei Booten in den Raum Stephansort-Bogadjim kamen, um von dort aus zum Hagensberg zu marschieren. Die folgenden Kämpfe zerstörten die von den deutschen errichtete Infrastruktur in der Bucht nachhaltig. Allein bei den vom 7. bis 13. Januar 1944 durchgeführten Angriffen der Fifth Air Force (5. US-Luftflotte) auf Madang, Alexishafen und Bogadjim wurden laut US-Angaben von 1945 insgesamt 665 Tonnen Bomben abgeworfen. Am 13. April 1944 fand die Schlacht von Bogadjim statt. Das 57./60. Infanteriebataillon der australischen Armee eroberte damals bei Kämpfen rund um Bogadjim einen wichtigen Stützpunkt der japanischen Armee.